# NGC 6592
NGC 6592 (другие обозначения — MCG 10-26-18, ZWG 301.16, 7ZW 771, NPM1G +61.0211, PGC 61477) — галактика в созвездии Дракон.
Этот объект входит в число перечисленных в оригинальной редакции «Нового общего каталога».